# Game jam
A game jam olyan esemény, ahol a résztvevők közösen játékot terveznek és készítenek rövid idő alatt. A résztvevők önállóan vagy csapatban is dolgozhatnak. Általában programozók, grafikusok, szövegírók és egyéb munkakörökben egészítik ki a csapattagok egymást. Elsősorban számítógépes játékokat szoktak ilyenkor fejleszteni, de előfordul, hogy táblajátékokkal is kísérleteznek ebben a formátumban. Sok game jam pusztán játékkészítési gyakorlatként vagy portfolió bővítése gyanánt futtatnak, de vannak egyes game jam versenyek, amelyek díjakat kínálnak.

## Története
A szó a game (játék) és a jam session szavak kombinációjával keletkezett. Az örömzenék általában gyorsan megbeszélt akkordok, ritmusok segítségével, vagy ismert dallamokból indulnak ki, és improvizatívak. A game jam is hasonló műfaj: a játékkészítők saját örömükre dolgoznak. 2002-ben Chris Hecker és Sean Barrett szerveztek először hasonló találkozót Game Jam névvel a kaliforniai Oakland-ben. Azóta számtalan más városban is rendeztek már ilyen összejövetelt.

## Részletek

### Hely
Általában otthonról történik a fejlesztés, de például egyetemi épületben, osztott használatú irodákban vagy privát otthonokban szerveznek ilyen találkozót. A Global Game Jam alkalmával egy hétvégén hatvannál több helyen egyszerre szervezik meg az eseményt. A Ludum Dare pedig inkább otthonról történő részvételre épít.

### Időkorlát
A game jam rendezvények általában néhány órától több napig is terjedhetnek, de ez függ a témától is. A határidő súlya is inspirálja a kreatív ötletek létrejöttét és megvalósítását.

### Téma
Egy game jam-nek lehet egy fő témája, ami meghatározza, hogy milyen játékok készülnek ott. Ezt a témakört általában csak röviddel az esemény előtt jelentik be, hogy a résztvevők ne tudjanak tervezni vagy anyagokat előkészíteni. 

### Szabályok
Legfontosabb szabály, hogy nem szabad már kész játékot feltölteni amit még a Game Jam létrejötte előtt valósított meg a résztvevő. Ezen kívül korlátozhatják a játékkészítés menetét és annak technológiáját is.